# Cleópatra (filha de Idas)
Cleópatra, filha de Idas, na mitologia grega, foi a esposa de Meleagro; ela se matou após a morte do seu marido, o mesmo que fizeram sua mãe e sua filha quando os respectivos maridos morreram.
Seus pais eram Marpessa, filha de Evenus e Idas, filho de Afareu. Idas havia raptado Marpessa, e a disputado com Apolo.
Cleópatra se casou se casou com Meleagro, filho de Eneu, com quem teve uma filha Polidora, que se casou com Protesilau. As três gerações de mulheres, Marpessa, Cleópatra e Polidora, mataram-se após a morte dos maridos.